# الهيئة المصرية للشراء الموحد والإمداد والتموين الطبي وإدارة التكنولوجيا الطبية
الهيئة المصرية للشراء الموحد والإمداد والتموين الطبي وإدارة التكنولوجيا الطبية هي هيئة حكومية مصرية ذات شخصية اعتبارية تتبع رئيس مجلس الوزراء، أنشئت طبقاً للقانون رقم 151 لسنة 2019 لتتولى إجراء عمليات الشراء للمستحضرات والمستلزمات الطبية البشرية لجميع الجهات والهيئات الحكومية.

## التشريعات المنظمة
- قانون رقم 151 لسنة 2019.[3][4][5]
  - اللائحة التنفيذية:
    - قرار رئيس مجلس الوزراء رقم 777 لسنة 2020.[6]

## الشركات التابعة
- الشركة المصرية للاستثمارات الطبية [7]
- شركة الجمهورية لتجارة الأدوية والكيماويات والمستلزمات الطبية [8][9][10][11]
- المصرية لتجارة الأدوية [9][12][13]

## رؤساء الهيئة
- لواء طبيب/ بهاء الدين أحمد زيدان.[14][15]
- دكتور/ هشام ستيت.[16]

## وصلات خارجية
- الموقع الرسمي للهيئة.
- الصفحة الرسمية للهيئة على موقع فيس بوك.